# Ecnomios papuensis
Ecnomios papuensis is een insect dat behoort tot de orde vliesvleugeligen (Hymenoptera) en de familie van de schildwespen (Braconidae). De wetenschappelijke naam van de soort werd voor het eerst geldig gepubliceerd door W.R.M. Mason in 1979. Ze is de typesoort van het nieuwe geslacht Ecnomios dat Mason in dezelfde publicatie beschreef. Ze werd ontdekt op Nieuw-Guinea.